# Дата Туташхиа
«Дата Туташхиа» (в оригинале груз. დათა თუთაშხია) — эпический исторический роман грузинского писателя Чабуа Амирэджиби, написанный в 1973—1975 годах и переведённый автором на русский язык в 1976 году. Роман рисует широкую панораму дореволюционного грузинского общества. Его главный герой, Дата Туташхиа, носящий имя героя языческой грузинской мифологии Туташхи, задаётся целью искоренить зло и улучшить мир, что приводит его на путь конфликта с законом и государством и превращает в изгнанника, абрага. Роман выдержал несколько изданий в Грузии и в СССР, и переведён на ряд европейских языков. 
В 1977 году на киностудии «Грузия-фильм» по мотивам романа снят советский многосерийный фильм «Берега».

## Сюжет
Роман состоит из четырёх частей, каждой из которых в виде эпиграфа предшествует глава грузинского языческого мифа о духовном поиске бога Туташхи. Повествование представляет собой связанные общим сюжетом записки-новеллы графа Сегеди, служившего в конце XIX — начале XX века начальником кавказской жандармерии. Они содержат рассказы различных людей, встречавших на своём пути Дату Туташхиа. Среди них сам граф Сегеди, наблюдавший за переплетением судеб двоюродных братьев, Даты Туташхиа и Мушни Зарандиа, самозабвенно любящих друг друга, наделённых равновеликим талантом, но в силу нравственных причин живущих в двух противоборствующих мирах. Среди рассказчиков представители духовенства, простого народа и грузинской интеллигенции, озабоченной судьбами грузинской нации. В романе звучат голоса самых разных представителей грузинского общества, через судьбы разных людей вырисовывается картина жизни того времени.
Рано осиротев, Дата Туташхиа вырос в семье простого, но очень образованного дьячка Магали Зарандиа, где кроме двоих своих детей воспитывались и трое приёмных. Именно здесь, в доме «любви и добродетели», были заложены основы нравственности двух похожих как близнецы братьев, Даты Туташхиа и Мушни Зарандиа, взаимоотношения которых составляют основную сюжетную линию повествования. Нелепая случайность вынудила Дату вступить на путь изгнания и в постоянном бегстве от блюстителей закона нашлось применение его незаурядным способностям. Его двоюродный брат избрал путь служения Российской империи, где он рассчитывал принести пользу своему народу.
Вся жизнь Даты Туташхиа — непрекращающаяся борьба с окружающим его злом, от мелких его проявлений до жестоких злодеяний. В юности он защищал слабых и помогал обездоленным, надеясь, что и они, в свою очередь, помогут другим. Обладая ясным умом, Дата быстро обнаружил массу нежелательных, а, подчас и жестоких последствий своих благородных по сути действий. 
И тогда Дата Туташхиа решил, что род людской не достоин его помощи и перестал вмешиваться в чужие дела. Но шло время, духовные искания Даты привели его к новым выводам и он вновь вступил в борьбу со злом, уничтожая его насилием, что опять не привело к желаемому результату.
В это же время подчинённый графа Сегеди Мушни Зарандиа работал в жандармерии, где, благодаря ясному уму и привитой с детства нравственной чистоте, успешно решал сложные сыскные задачи, вызывая искреннее восхищение графа. Ему вполне удавалось добиваться своих целей, играя на низменных побуждениях оступившихся людей, не затрагивая интересов добропорядочных граждан. Неуловимый брат-абраг был единственным уязвимым местом Мушни и по мере сил он решал эту проблему законными методами, сначала выдав ордер на помилование, а после вторичного ухода Даты Туташхиа в абраги, уговорив его сдаться властям и сесть в тюрьму.
Личность Даты Туташхиа завораживает своей красотой и нравственной силой. Для этого человека существует только один закон — своё собственное понимание добра и зла. Если это кажется ему правильным, он принимает участие в революционных выступлениях, он верен данному слову и взятым на себя обязательствам, но в поиске способов улучшения мира у него свой собственный путь, на котором он может иметь лишь временных попутчиков. Нравственные искания в конце концов приводят Дату на путь самопожертвования и его образ, нарисованный в последних новеллах, обретает поистине божественную красоту.
Дата Туташхиа гибнет от руки собственного сына-подростка, попав в ловушку, расставленную братом-жандармом, перебравшимся в Петербург. Ушедший к тому времени в отставку граф Сегеди считает, что петербургское назначение Мушни привело к трансформации его прежних моральных принципов. Догадавшись по косвенным признакам о намерении Мушни уничтожить брата, граф Сегеди делает попытку спасти Дату Туташхиа, ясно показывая, на чьей он стороне в споре двоих братьев длиною в целую жизнь. Для полковника жандармерии Мушни Зарандиа разрешение этого спора также оказывается гибельным: спустя три года он умирает от тяжёлой формы меланхолии.

## На русском языке
- Дата Туташхиа: Роман / Пер. с груз. авт. — [Предисл. Р. Тварадзе; Худож. Г. Клибадзе]. — Тбилиси: Мерани, 1979. — 736 с.: ил.
- Дата Туташхия: Роман / Пер. с груз. авт. — [Послесл. А. Руденко-Десняк; Худож. М. Попков]. — М.: Известия, 1979. — 715 с.: ил. — (Библиотека «Дружбы народов»).
- Дата Туташхиа: Роман / Пер. с груз. авт. — М.: Советский писатель, 1981. — 592 с.: ил. (В пер.)
- Дата Туташхиа: Роман / Пер. с груз. авт. — Тбилиси: Мерани, 1982. — 736 с.: ил. (В пер.)
- Дата Туташхиа: Роман / Пер. с груз. М. Пау. — Таллинн: Ээсти раамат, 1982. — 494 с.: ил. (В пер.)
- Дата Туташхиа: Роман / Пер. с груз. авт. с сокр. // Горные ветры. Век XIX—XX. — М.: Молодая гвардия, 1984. — С. 23—674. — (История отечества в романах, повестях и документах). (В пер.)
- Дата Туташхиа: Роман: В 2-х кн. / Пер. с груз. А. Буис; Кн. 1. — М.: Радуга, 1985. — 384 с.: ил.; Кн. 2. — М.: Радуга, 1985. — 384 с.: ил. (В пер.)
- Дата Туташхиа: Роман / Пер. с груз. Н. Квициниа. — Сухуми: Алашара, 1986. — 792 с. (В пер.)
- Дата Туташхиа: Роман / Пер. с груз. авт. [Послесл. Реваз Тварадзе]. — Тбилиси: Мерани, 1987. — 736 с. — 100 000 экз. (В пер.)
- Дата Туташхиа: Роман / Пер. с рус. Э. Усман. — Ташкент: Изд-во лит. и искусства, 1988. — 720 с.: портр. — ISBN 5-635-00111-4.
- Дата Туташхиа: Роман / Пер. с груз. авт. — [Вступ. стат. В. Кожинова]. — М.: Художественная литература, 1990. — 686 с. — ISBN 5-280-01158-4. (В пер.)
- Дата Туташхиа: Роман / Пер. с груз. авт. Послесл. Р. Тварадзе. Худож. Б. Мессерер]. — М.: Сов. писатель, 1990. — 558 с.: цв. ил. — ISBN 5-265-00792-X. (В пер.)
- Дата Туташхиа: Роман / Пер. с груз. авт. с сокр. — М.: Дрофа, 1993. — 672 с. — ISBN 5-7107-0083-5. (В пер.)